# Hethitische Gesetze
Als Hethitische Gesetze (auch hethitische Rechtssätze oder hethitische Rechtssammlung) bezeichnet man eine Reihe von hethitischen Tontafelfragmenten, die bei den deutschen Ausgrabungen in Ḫattuša (heute Boğazkale), der Hauptstadt der Hethiter in der heutigen Türkei, gefunden wurden. Sie dienen der Keilschriftrechtsforschung als nahezu einzige Quelle für das Zivil- und Strafrecht im Hethiterreich. Die Texte sind seit ihrer Übersetzung 1922 durch Heinrich Zimmern und Johannes Friedrich, die nur ein Jahr nach ihrer Publikation in keilschriftlicher Autographie durch Bedřich Hrozný erfolgte, der im selben Jahr auch eine Übersetzung ins Französische publizierte, der rechtshistorischen Forschung zugänglich. Vonseiten der Rechtswissenschaft beschäftigten sich besonders Richard Haase und Viktor Korošek mit der Erforschung dieser Rechtssammlung.

## Hintergrund
Die Rechtsnatur dieser aus Anatolien stammenden Rechtssammlung ist wie bei den mesopotamischen Rechtssammlungen bis heute ungeklärt. Die von den Erstübersetzern eingeführte Bezeichnung „Gesetze“ wurde bereits 1931 vom Münchener Juraprofessor Mariano San Nicolò und 1950 von seinem Leipziger Kollegen Paul Koschaker kritisiert. Ersterer schlug eine Interpretation als Rechtsbuch vor, zweiterer die einer Entscheidungssammlung eines Gerichtes. Koschakers Auffassung hat sich dabei in der rechtshistorischen Forschung insgesamt als verbreitetste Hypothese durchgesetzt.
Die Tafeln entstammen dem Archiv der Königsburg von Hattuša, an welcher auch das Königsgericht beheimatet war. Bereits Hrozný erkannte, dass die Fragmente zu zwei Tafeln zusammengefasst werden können, die von ihren antiken Schreibern entsprechend ihrer Anfangszeile „takku LÚ-aš“ (wenn ein Mann) bzw. „takku GIŠGEŠTIN-aš“ (Wenn ein Weinstock) genannt wurden. Ein ebenfalls in der Königsburg gefundenes Etikett bezieht sich auf eine dritte Tafel, die bislang nicht gefunden wurde. Innerhalb der Tafeln sind die Rechtssätze im Wesentlichen nach dem Gewicht des betroffenen Rechtsguts sortiert; vom Leben, über die körperliche Integrität hin zum Eigentum und zu Dienstpflichten:
- Tafel A (takku LÚ-aš): Tötungsdelikte (§§ 1–6), Körperverletzung (§§ 7–18), Menschenraub (§§ 19–21), Straffreiheit bei Tötung (§§ 37 f.), Dienstpflichten (§§ 29–42, 46–56), Haustiere (§§ 57–97), Diebstahl aus Gebäuden (§§ 93–97), Brandstiftung (§§ 98–100)
- Tafel B (takku GIŠGEŠTIN-aš): Landwirtschaft (§§ 101–113), Diebstahl allgemein (§§ 119–143), Löhne (§§ 150–161), Religionsstrafrecht (§§ 164–170), Preise (§§ 176–188), Sexualstrafrecht (§§ 189–200)

Zwei in Boğazkale gefundene Keilschriftenurkunden beinhalten in Fragmenten die Vorschriften für die Diener des Königs. Sie beinhalten im Wesentlichen, in sogenannten  Kolumnen, die Reinheitsvorschriften für den hethitischen König und schreiben die Verarbeitung von Tierleder aus eigener Herstellung vor. Von den fünf Kolumnen sind nur noch die zweite und die dritte in rekonstruierbaren Teilen vorhanden.
- Kolumne II: Sanktioniert Verfehlungen, insbesondere Verunreinigungen von Lebensmitteln und verlangt von den Küchenbediensteten eine monatliche Eidleistung vor dem König.
- Kolumne III: Sanktioniert Verfehlungen der Handwerker, Wasserträger und regelt den Bezug und das Verarbeiten von Rinds- und Ziegenleder sowie das Aufbereiten von Trinkwasser.[7]

Wie in allen anderen altorientalischen Rechtssammlungen, wird auch in den hethitischen Gesetzen das Recht nicht vollständig normiert und abschließend geregelt. So sind gewisse Rechtsangelegenheiten, die das Erbrecht und das Schuldrecht betreffen, in der Gesetzessammlung ausgespart geblieben. Zum einen wird das auf den wahrscheinlichen Umstand zurückgeführt, dass die Legislative von der allgemeinen Bekanntheit der diesbezüglichen, geltenden Rechtslage ausgegangen ist. Zum anderen sollte vermutlich eine Gesetzeskonkurrenz mit örtlich, unterschiedlich geltenden Rechtsbräuchen vermieden werden.
Teile der Hethitischen Gesetze sind in verschiedenen Fassungen überliefert und verweisen zum Teil selbst auf eine ältere Rechtslage. Deshalb erlaubt der Text in Teilen ein Nachvollziehen der hethitischen Rechtsentwicklung. Insofern dokumentieren sie auch eine Rechtsentwicklung im hethitischen Reich, zu welcher Viktor Korošek eine generelle Entwicklung zu milderen Strafen feststellen konnte.